# Jardin botanique de Heidelberg

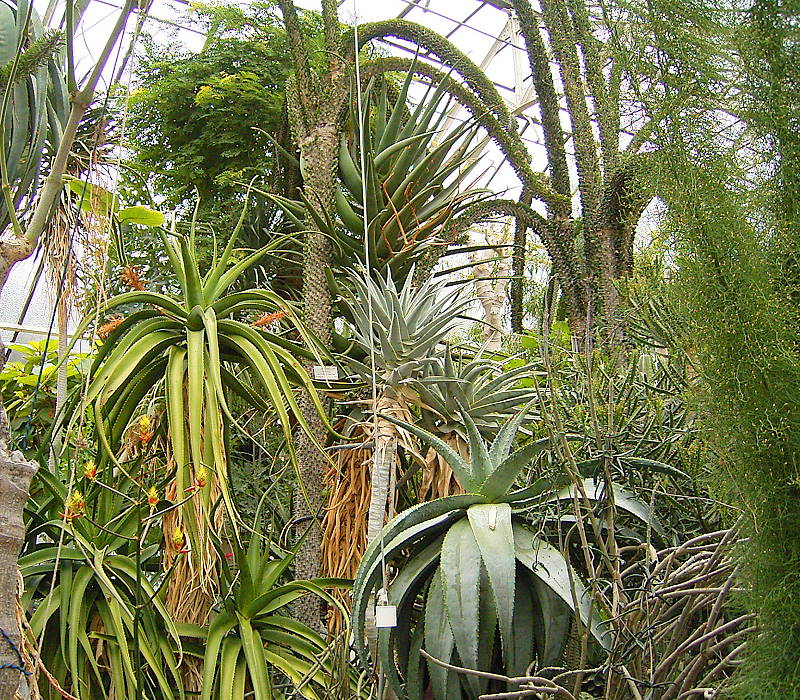
Détail de la serre des succulentes de l'Ancien Monde

Le jardin botanique de Heidelberg (Botanischer Garten Heidelberg) est un jardin botanique d'Allemagne dépendant de l'université de Heidelberg, situé  dans le quartier de Neuenheim au nord du Neckar à Heidelberg. Il s'étend sur deux hectares. C'est un département du Centre for Organismal Studies (COS). Son code d'identification internationale est HEID.

## Historique
Un Hortus medicus est créé en 1593 à l'université de Heidelberg. C'est donc le troisième jardin botanique le plus ancien d'Allemagne. Il a changé sept fois de lieu au cours de son histoire.
Il a été ouvert à son emplacement actuel en 1915, à l'initiative de Georg Albrecht Klebs et de son jardinier en chef Erich Behnick. La plupart de ses collections ont été détruites pendant les bombardements de la Seconde Guerre mondiale.
C'est sous la direction du professeur Werner Rauh, directeur du jardin botanique de 1960 à 1982, qu'il retrouve son lustre. Il est surtout réputé pour ses collections de broméliacées, d'orchidées (dont Karlheinz Senghas assura la direction du département de 1960 à 1993), de succulentes et de cactées, que le professeur Rauh étudiait particulièrement.

## Aujourd'hui
Le jardin botanique de Heidelberg possède environ 13 000 plantes en culture, pour 4 800 espèces ou sous-espèces. Il est réputé pour ses collections de serre, réparties en onze sections, pour une surface totale de 4 000 m2 :
- Succulentes de l'Ancien Monde (sauf Madagascar) ;
- Succulentes de Madagascar ;
- Succulentes du Nouveau Monde ;
- Orchidées tropicales ;
- Broméliacées ;
- Cycadées ;
- plantes insectivores ;
- fougères tropicales ;
- Aristolochiaceae ;
- Cyclanthaceae ;
- plantes méditerranéennes.

Une petite partie de ces collections est ouverte au public. Les autres parties sont accessibles pour les chercheurs, les étudiants ou le public concerné sur demande au secrétariat.
Son herbier contient 250 000 spécimens représentant 50 000 taxons.

## Illustrations

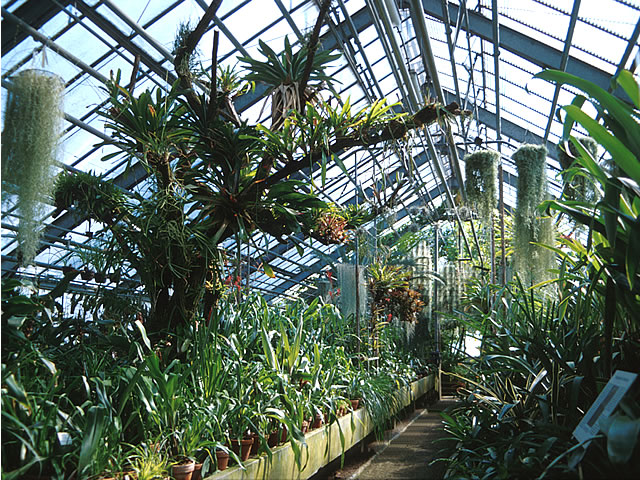
Serre des broméliacées
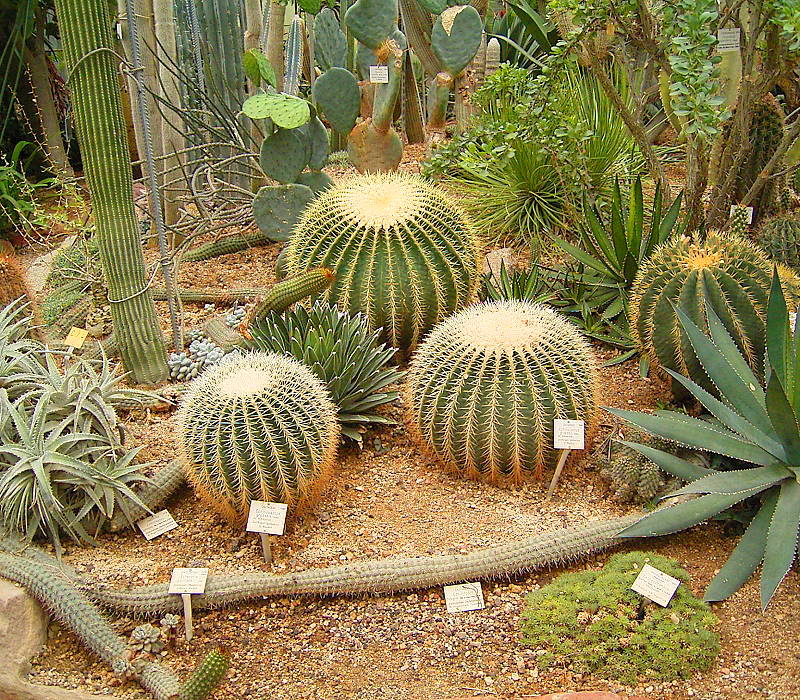
Détail de la serre des cactées avec des coussins de belle-mère
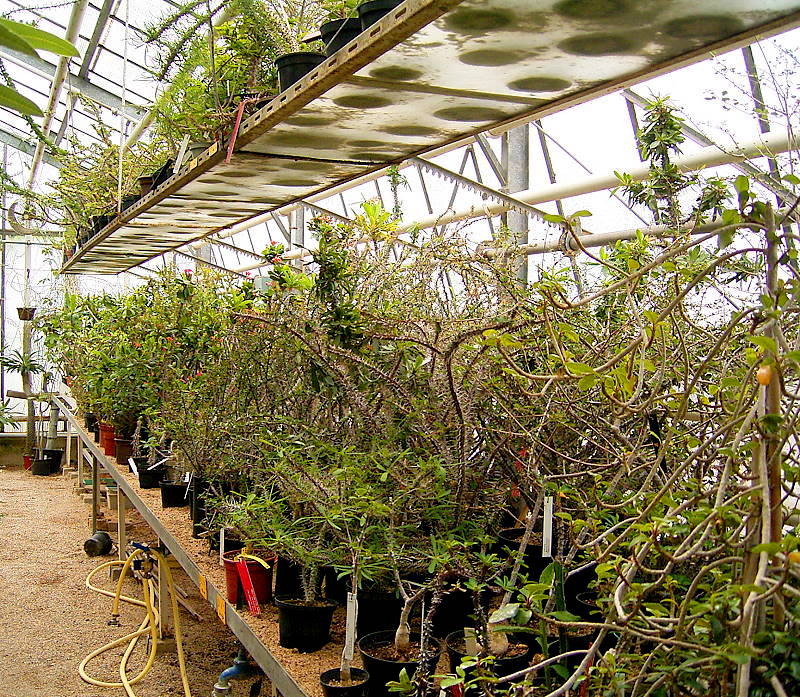
Collection d'euphorbes
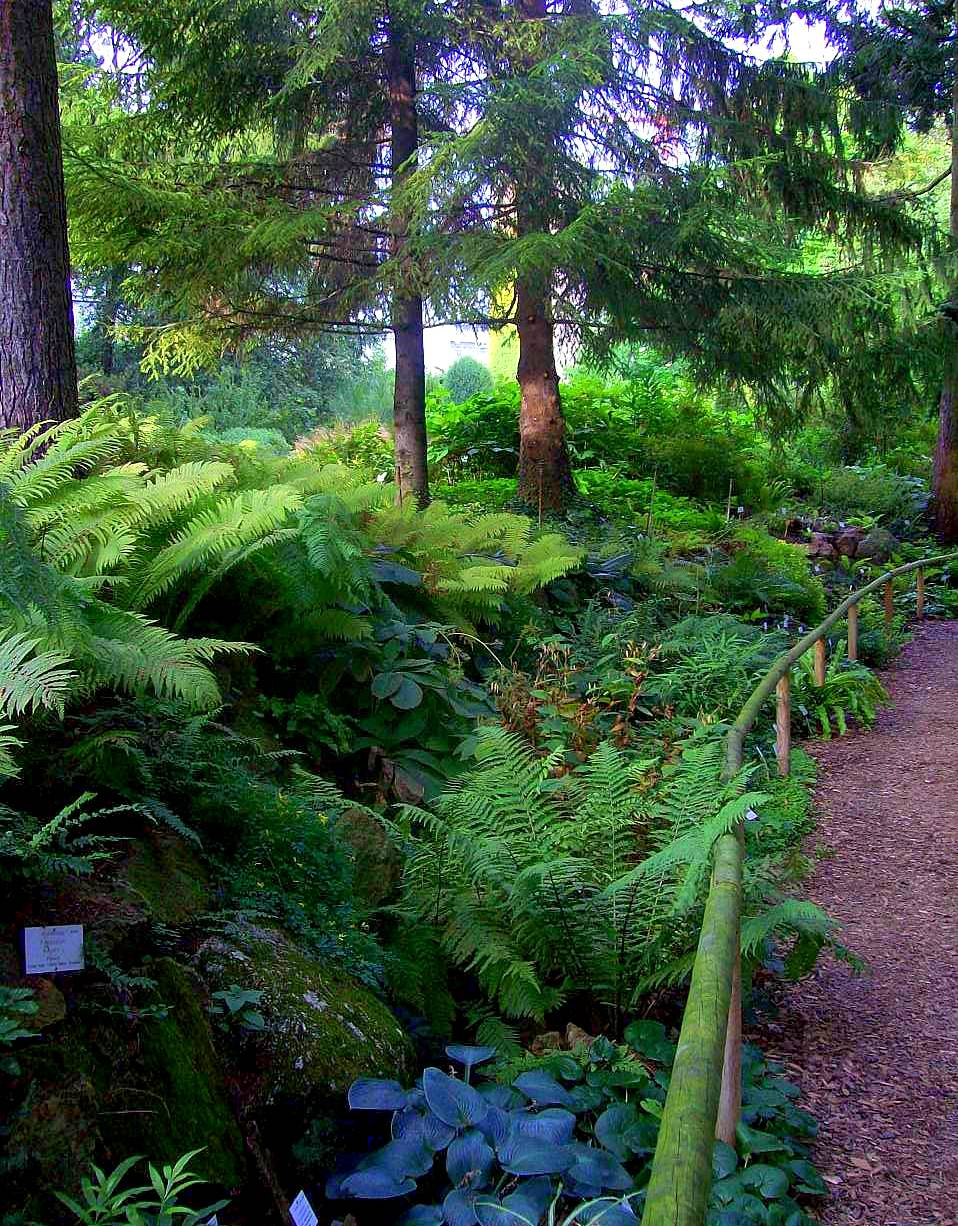
Allée des fougères